# Upahl
Upahl ist eine Gemeinde im Landkreis Nordwestmecklenburg im Land Mecklenburg-Vorpommern. Die Gemeinde wird vom Amt Grevesmühlen-Land mit Sitz in der Stadt Grevesmühlen, die eine Verwaltungsgemeinschaft mit dem Amt bildet, verwaltet.

## Geographie
Die Gemeinde Upahl liegt zwei Kilometer südlich von Grevesmühlen und ist etwa 25 Kilometer von Wismar entfernt. Das Gebiet am Fluss Stepenitz ist leicht hügelig, mit 50 m über NHN wird bei Groß Pravtshagen die größte Höhe erreicht.
Zu Upahl gehören die Ortsteile Blieschendorf, Boienhagen, Friedrichshagen, Groß Pravtshagen, Hanshagen, Hilgendorf, Kastahn, Meierstorf, Naschendorf, Plüschow, Sievershagen, Upahl und Waldeck.
Umgeben wird Upahl von den Nachbargemeinden Grevesmühlen im Norden, Gägelow im Nordosten, Bobitz im Osten, Testorf-Steinfort im Südosten, Rüting im Süden, Wedendorfersee und Rehna im Südwesten sowie Bernstorf im Westen.

## Geschichte
Am 1. Juli 1950 wurde die bis dahin eigenständige Gemeinde Boienhagen eingegliedert. Am 1. Januar 2011 wurde Hanshagen mit den Ortsteilen Blieschendorf und Sievershagen nach Upahl eingemeindet. Zum 1. Januar 2019 erfolgte die Eingemeindung von Plüschow mit den Ortsteilen Friedrichshagen, Hilgendorf, Meierstorf, Naschendorf und Waldeck.
Ab Januar 2023 erlangte Upahl deutschlandweit in vielen Medien hohe Aufmerksamkeit, da im 700 Meter vom Ortskern entfernten Gewerbegebiet etwa 400 Flüchtlinge untergebracht werden sollen. Dies führte bei den rund 500 Einwohnern des Ortsteils Upahl zu teils heftigen Protesten, u. a. während einer außerordentlichen Kreistagssitzung in Grevesmühlen.

## Bevölkerung
| Jahr | Einwohner |
| ---- | --------- |
| 1990 | 0700      |
| 1995 | 0684      |
| 2000 | 0739      |
| 2005 | 0756      |
| 2010 | 0726      |
| 2015 | 1049      |

| Jahr | Einwohner |
| ---- | --------- |
| 2020 | 1609      |
| 2021 | 1662      |
| 2022 | 1654      |
| 2023 | 1836      |

Stand: 31. Dezember des jeweiligen Jahres
Die Zunahme der Einwohnerzahl 2015 und 2020 ist auf Eingemeindungen zurückzuführen.

## Politik

### Gemeindevertretung
Die Gemeindevertretung von Upahl besteht aus 12 Mitgliedern. Die Kommunalwahl am 9. Juni 2024 führte bei einer Wahlbeteiligung von 69,2 % zu folgendem Ergebnis:
| Partei / Wählergruppe              | Stimmenanteil 2019 | Sitze 2019 |  | Stimmenanteil 2024 | Sitze 2024 |
| ---------------------------------- | ------------------ | ---------- |  | ------------------ | ---------- |
| Wählergemeinschaft Upahl (WGU)     | 45,1 %             | 5          |  | 52,8 %             | 7          |
| Wählergemeinschaft Plüschow        | 33,6 %             | 4          |  | 23,5 %             | 3          |
| AfD                                | –                  | –          |  | 18,1 %             | 2          |
| Bündnis 90/Die Grünen              | –                  | –          |  | 05,7 %             | –          |
| Wählergemeinschaft Upahl-Hanshagen | 21,3 %             | 3          |  | –                  | –          |
| Insgesamt                          | 100 %              | 12         |  | 100 %              | 12         |

### Bürgermeister
- seit 2014: Steve Springer (Wählergemeinschaft Upahl)[7]

Am 26. Mai 2019 wurde Springer mit 77,8 % der gültigen Stimmen wiedergewählt. Bei der Bürgermeisterwahl am 9. Juni 2024 wurde er ohne Gegenkandidat mit 86,6 % der gültigen Stimmen in seinem Amt bestätigt. Seine Amtszeit beträgt fünf Jahre.

### Wappen
| Wappen von Upahl | Blasonierung: „Geteilt durch einen Flammenschnitt; oben in Blau eine stehende, beglockte silberne Kuh mit aufgeworfenem Schweif, begleitet beiderseits von einem goldenen Kleeblatt; unten in Gold drei golden besamte rote Rosen mit grünen Kelchblättern balkenweise.“ |
| Wappen von Upahl | Wappenbegründung: In dem Wappen soll der Flammenschnitt sowohl die Entstehung einzelner Ortsteile durch Brandrodung als auch die früheren Brandkatastrophen in der neuesten Zeit versinnbildlichen. Mit der Kuh und den Kleeblättern wird auf den traditionellen Haupterwerbszweig der Einwohner, die Landwirtschaft, verwiesen, insbesondere auf die Viehzucht und die Milchwirtschaft. Die Rosen stehen für die in der Gemeinde einen besonderen Anziehungspunkt bildenden Heckenrosen. Das Wappen wurde von dem Weimarer Michael Zapfe gestaltet. Es wurde am 19. Dezember 2006 durch das Ministerium des Innern genehmigt und unter der Nr. 306 der Wappenrolle des Landes Mecklenburg-Vorpommern registriert. |

### Flagge
Die Gemeinde verfügt über keine amtlich genehmigte Flagge.

### Dienstsiegel
Das Dienstsiegel zeigt das Gemeindewappen mit der Umschrift „GEMEINDE UPAHL • LANDKREIS NORDWESTMECKLENBURG“.

## Sehenswürdigkeiten

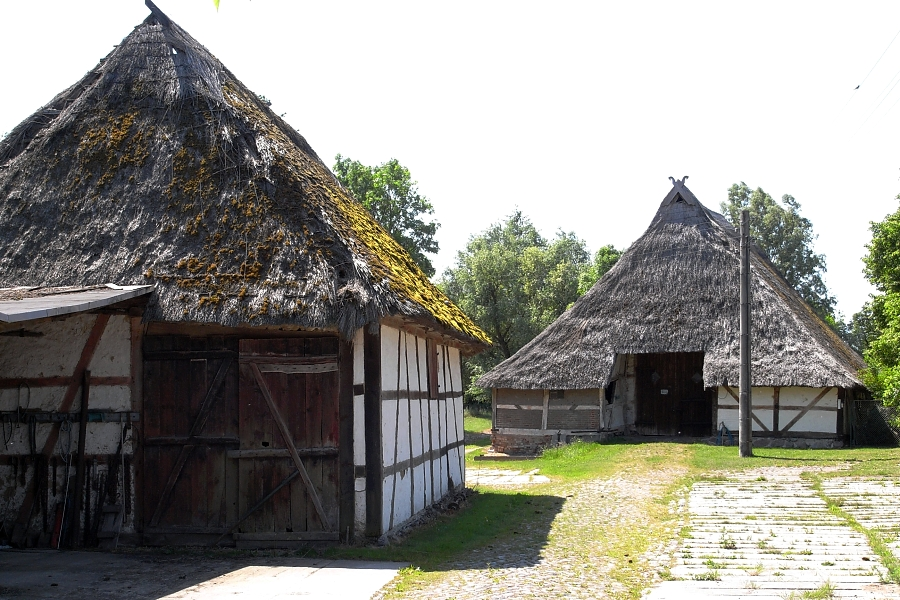
Bauernhäuser im Ortsteil Sievershagen

- Bauernhäuser in Sievershagen, Boienhagen, Kastahn und Hanshagen

## Wirtschaft und Verkehr

### Wirtschaft
Das an der Autobahnanschlussstelle Grevesmühlen liegende Gewerbegebiet beherbergt unter anderem ein Logistik-Unternehmen, eine Autobahnmeisterei und diverse Niederlassungen von Handelsunternehmen. Daneben befindet sich dort der Stammsitz der Arla Foods Deutschland GmbH – Niederlassung Upahl (ehemals Hansa-Milch AG). In den letzten Jahren konnten über 500 Arbeitsplätze geschaffen werden. Der von einem britisch-iranischen Investor gegründete Kaffeeproduzent Viva Coffee baute 2008 für 50 Millionen Euro ein 2010 in Betrieb gegangenes Werk für Instantkaffee, in dem 120 Arbeitsplätze entstanden. Seit der Übernahme durch die israelische Strauss Group im Jahr 2012 heißt das Unternehmen Norddeutsche Kaffeewerke, es ist auf den Export nach Osteuropa (vor allem Russland) ausgerichtet.
Die Umgebung von Upahl wird von der Landwirtschaft und von mehreren Windenergieanlagen geprägt. Der Ortsteil Kastahn konnte seine ursprüngliche Ausstrahlung als Bauerndorf erhalten.
Bürgerwindpark Groß Pravtshagen

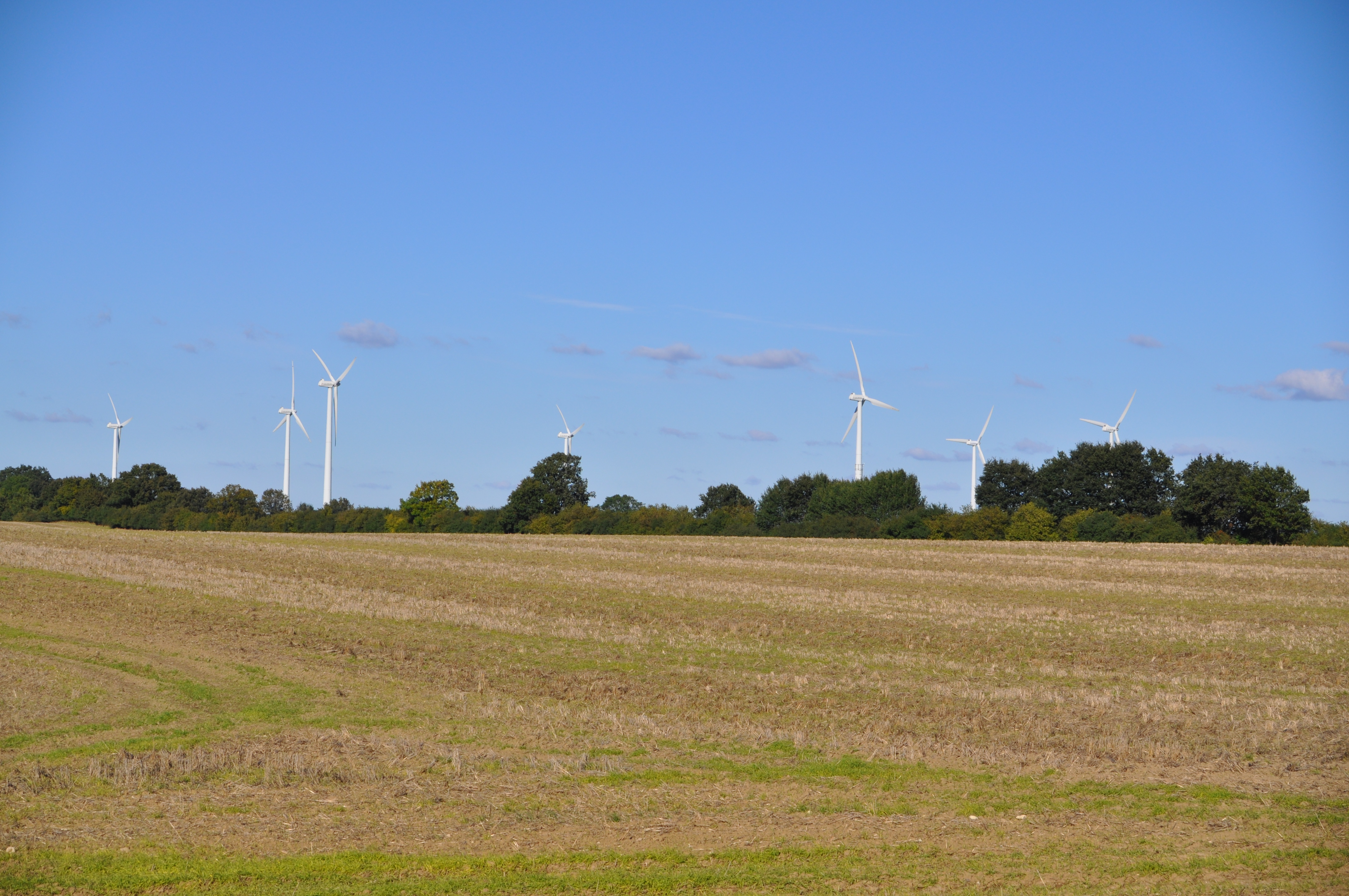
Bürgerwindpark (2013)

Der Bürgerwindpark Groß Pravtshagen befindet sich an den Koordinaten 53° 49′ 48″ N, 11° 14′ 38,1″ O.
Sieben Windenergieanlagen (WEA) vom Typ NM 48/600 (NEG Micon, heute Vestas) bilden den Park. Sie wurden 1999 in Betrieb genommen. Die WEA besitzen eine Nabenhöhe von 60 m sowie einen Rotordurchmesser von 48 m. Die installierte Gesamtleistung beträgt 4200 kW. Der Windpark produziert jährlich etwa 7200 MWh.

### Verkehr
Die Bundesautobahn 20 führt unmittelbar an Upahl vorbei. Die Hauptverbindungsstraße von Grevesmühlen in die Landeshauptstadt Schwerin führt durch Upahl. Im nahen Grevesmühlen besteht eine Eisenbahnverbindung nach Lübeck und Wismar.

## Persönlichkeiten
- Gottlieb von Hagen (1595–1658), Verwaltungsjurist und Diplomat, in Hanshagen geboren
- Johann Basedow (1830–1899), Behindertenpädagoge, in Groß Pravtshagen geboren
- Wilhelm Facklam (1893–1972), Landschaftsmaler und -zeichner, in Upahl geboren